# KOBUKUROAD6
『KOBUKUROAD6』（コブクロード6）は、フォークデュオのコブクロが2023年4月上旬に発売した、6枚目のファンクラブ限定DVD、及びBlu-ray。

## 概要
2022年3月に東京と大阪で開催された、ファンサイト会員限定ライブ「KOBUKURO FAN SITE MEMBER EXCLUSIVE LIVE 2022 “NOCTURNE”」から3月25日の大阪城ホール公演の模様を全曲収録。
大阪城ホール公演でのワンマンライブが映像収録されるのは、『KOBUKURO LIVE TOUR '08 "5296" FINAL』以来約15年振りとなる。
このライブはドラムのいないバンド編成であり、一部楽曲はそれに合わせリアレンジを施して披露された。
アンコール曲の『彼方へ』はライブ直前に逝去した元バンドメンバーの桜井正宏へ捧げる一曲とし、桜井の叩くドラムとストリングスの音を加えて演奏された。
これに加え、2021年11月に行われた「中之島ウィンターパーティー 〜Road to EXPO 2025〜」の模様も収録されている。
DVDは2枚組、Blu-rayは1枚となっている。

## 収録曲

### DISC-1
| #   | タイトル                            | 作詞・作曲                                                                |
| --- | ----------------------------------- | ------------------------------------------------------------------------- |
| 1.  | 「オープニング」                    |                                                                           |
| 2.  | 「Summer rain」                     | 小渕健太郎                                                                |
| 3.  | 「光の誓いが聴こえた日」            | 小渕健太郎                                                                |
| 4.  | 「MC」                              |                                                                           |
| 5.  | 「東京の冬」                        | 小渕健太郎                                                                |
| 6.  | 「Ring」                            | 小渕健太郎                                                                |
| 7.  | 「To calling of love」              | 黒田俊介                                                                  |
| 8.  | 「MC」                              |                                                                           |
| 9.  | 「月光」                            | 黒田俊介                                                                  |
| 10. | 「MC」                              |                                                                           |
| 11. | 「Star Song」                       | 小渕健太郎                                                                |
| 12. | 「露光」                            | 小渕健太郎                                                                |
| 13. | 「卒業」                            | 小渕健太郎•黒田俊介                                                       |
| 14. | 「MC」                              |                                                                           |
| 15. | 「モノクローム」                    | 小渕健太郎                                                                |
| 16. | 「MC」                              |                                                                           |
| 17. | 「サヨナラ HERO〜雨あがりの夜空に」 | - 小渕健太郎（サヨナラ HERO） - 忌野清志郎•仲井戸麗市（雨あがりの夜空に） |
| 18. | 「SNIFF OUT!」                      | 小渕健太郎                                                                |
| 19. | 「轍」                              | 小渕健太郎                                                                |
| 20. | 「サイ(レ)ン」                      | 小渕健太郎                                                                |

### DISC-2
| #  | タイトル         | 作詞・作曲 |
| -- | ---------------- | ---------- |
| 1. | 「アンコールMC」 |            |
| 2. | 「Days」         | 小渕健太郎 |
| 3. | 「MC」           |            |
| 4. | 「彼方へ」       | 小渕健太郎 |
| 5. | 「クロージング」 |            |

| #   | タイトル     | 作詞・作曲          |
| --- | ------------ | ------------------- |
| 6.  | 「MC」       |                     |
| 7.  | 「桜」       | 小渕健太郎•黒田俊介 |
| 8.  | 「MC」       |                     |
| 9.  | 「DOOR」     | 黒田俊介            |
| 10. | 「MC」       |                     |
| 11. | 「大阪SOUL」 | 小渕健太郎          |

## バンドメンバー
- 福原将宜：Guitars
- 種子田健：Bass
- 松浦基悦：Piano, Keyboards & Chorus
- 坂井"Lumbsy"秀彰：Percussions & Chorus